# Liste der Biografien/Mulk
Liste der Biografien |
Portal Biografien |
Personensuche
# |
A |
B |
C |
D |
E |
F |
G |
H |
I |
J |
K |
L |
M |
N |
O |
P |
Q |
R |
S |
T |
U |
V |
W |
X |
Y |
Z |
?
 
Ma |
Mb |
Mc |
Md |
Me |
Mf |
Mg |
Mh |
Mi |
Mj |
Mk |
Ml |
Mm |
Mn |
Mo |
Mp |
Mq |
Mr |
Ms |
Mt |
Mu |
Mv |
Mw |
Mx |
My |
Mz
 
Mua |
Mub |
Muc |
Mud |
Mue |
Muf |
Mug |
Muh |
Mui |
Muj |
Muk |
Mul |
Mum |
Mun |
Muo |
Mup |
Muq |
Mur |
Mus |
Mut |
Muu |
Muv |
Muw |
Mux |
Muy |
Muz
 
Mula |
Mulb |
Mulc |
Muld |
Mule |
Mulf |
Mulg |
Mulh |
Muli |
Mulj |
Mulk |
Mull |
Mulm |
Muln |
Mulo |
Mulr |
Muls |
Mult |
Mulu |
Mulv |
Mulw |
Muly |
Mulz
Die Liste der Biografien führt alle Personen auf, die in der deutschsprachigen Wikipedia einen Artikel haben. Dieses ist eine Teilliste mit 13 Einträgen von Personen, deren Namen mit den Buchstaben „Mulk“ beginnt.

## Mulk
- Mulk, Nasirul (* 1950), pakistanischer Jurist und Übergangspremierminister
- Mulk, Sitt al- (970–1023), Regentin der Fatimiden

### Mulka
- Mulka, Robert (1895–1969), deutscher SS-Hauptsturmführer und Adjutant des Kommandeurs im KZ Auschwitz-BirkenauRobert Mulka (1895–1969)

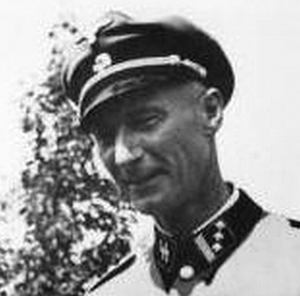
Robert Mulka (1895–1969)

- Mulka, Rolf (1927–2012), deutscher Segler
- Mulkay, Michael (* 1936), britischer Wissenschaftssoziologe

### Mulke
- Mulkearns, Ronald Austin (1930–2016), australischer Geistlicher, römisch-katholischer Bischof von Ballarat
- Mulkerns, Val (1925–2018), irische Autorin
- Mulkey, Chris (* 1948), US-amerikanischer Schauspieler
- Mulkey, Frederick W. (1874–1924), US-amerikanischer Politiker (Republikanische Partei)
- Mulkey, Kim (* 1962), US-amerikanische Basketballspielerin und -trainerin
- Mulkey, Phil (1933–2022), US-amerikanischer Zehnkämpfer
- Mulkey, William Oscar (1871–1943), US-amerikanischer Rechtsanwalt und Politiker

### Mulki
- Mulki, Hani al- (* 1951), jordanischer Politiker und Diplomat